# Conus monilifer
Conus monilifer é uma espécie de gastrópode do gênero Conus, pertencente à família Conidae.